# شاملوي بزرغ
شاملوي بزرغ هي قرية في مقاطعة كليبر، إيران. عدد سكان هذه القرية هو 608 في سنة 2006.